# Campeonato Mundial de Patinaje Artístico sobre Hielo de 1970
El LX Campeonato Mundial de Patinaje Artístico se realizó en Liubliana (Yugoslavia) entre el 3 y el 8 de marzo de 1970 bajo la organización de la Unión Internacional de Patinaje sobre Hielo (ISU) y la Federación Yugoslava de Patinaje sobre Hielo. 

## Resultados

### Masculino
| Puesto | Nombre         | País                          | Puntos |
| ------ | -------------- | ----------------------------- | ------ |
| Oro    | Tim Wood       | Estados Unidos                | 12     |
| Plata  | Ondrej Nepela  | Checoslovaquia                | 15     |
| Bronce | Günther Zöller | República Democrática Alemana | 32     |

### Femenino
| Puesto | Nombre            | País                          | Puntos |
| ------ | ----------------- | ----------------------------- | ------ |
| Oro    | Gabriele Seyfert  | República Democrática Alemana | 9      |
| Plata  | Beatrix Schuba    | Austria                       | 21     |
| Bronce | Julie Lynn Holmes | Estados Unidos                | 38     |

### Parejas
| Puesto | Nombre                                   | País                          | Puntos |
| ------ | ---------------------------------------- | ----------------------------- | ------ |
| Oro    | Irina Rodnina / Alexei Ulanov            | Unión Soviética               | 11     |
| Plata  | Liudmila Smirnova / Andrei SuraIkin      | Unión Soviética               | 16     |
| Bronce | Heidmarie Steiner / Heinz-Ulrich Walther | República Democrática Alemana | 17     |

### Danza en hielo
| Puesto | Nombre                                 | País                          | Puntos |
| ------ | -------------------------------------- | ----------------------------- | ------ |
| Oro    | Liudmila Pakhomova / Alexandr Gorshkov | Unión Soviética               | 14     |
| Plata  | Judy Schwomeyer / James Sladky         | Estados Unidos                | 15     |
| Bronce | Angelika Buck / Erich Buck             | República Democrática Alemana | 25     |

## Medallero
| Núm. | País                          | Oro | Plata | Bronce | Total |
| ---- | ----------------------------- | --- | ----- | ------ | ----- |
| 1    | Unión Soviética               | 2   | 1     | 0      | 3     |
| 2    | Estados Unidos                | 1   | 1     | 1      | 3     |
| 3    | República Democrática Alemana | 1   | 0     | 3      | 4     |
| 4    | Austria                       | 0   | 1     | 0      | 1     |
| 4    | Checoslovaquia                | 0   | 1     | 0      | 1     |
|      | TOTAL                         | 4   | 4     | 4      | 12    |

| Predecesor: Estados Unidos 1969 | Campeonato Mundial de Patinaje Artístico sobre Hielo 1970 | Sucesor: Francia 1971 |

- Datos: Q682221